# Sabaria costimaculata
Sabaria costimaculata är en fjärilsart som beskrevs av Moore 1867. Sabaria costimaculata ingår i släktet Sabaria och familjen mätare. Inga underarter finns listade.